# Ernst David (Instrumentenbauer)

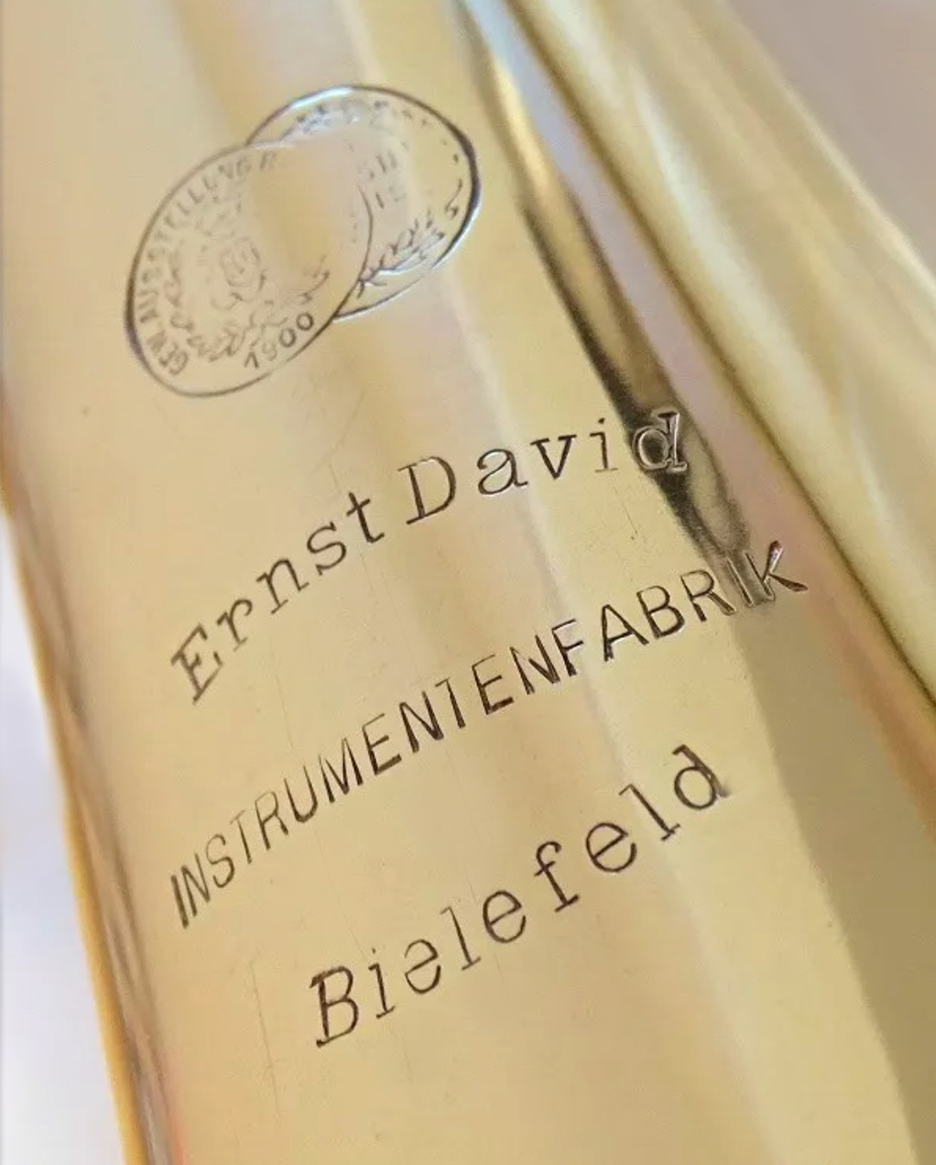
Ernst David: Herstellergravur auf einer Trompete

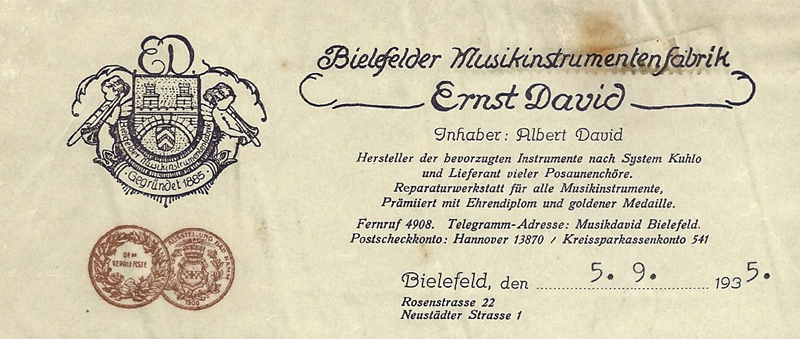
Briefkopf (Rechnung) des Instrumentenbauer Ernst David in Bielefeld, 1935

Ernst David (* 18. März 1864; † um 1918) gründete 1885 als Metallblasinstrumentenmacher in Bielefeld eine Werkstatt für Blechblasinstrumentenbau.
Beim Amtsgericht Bielefeld ließ er 1895/96 unter den Nummern 241 und 245 Muster für "ein Flügelhorn mit veränderter Stimmenzugvorrichtung" und für "eine Zugposaune" registrieren. 1901 verlängerte E. David die Schutzfrist des Gebrauchsmusters u. a. für eine Contra-B-Zugposaune. Gemeinsam mit dem Markneukirchener Manufakteur August Heinel jr., ließ Ernst David am 25. Juli 1903 beim Amtsgericht Bielefeld unter der Nummer 208419 eine "Contra-C- oder B-Baßposaune mit Zylinder-, Pumpen-/Perinetventilen" als Gebrauchsmuster eintragen.
1909 empfahl Johannes Kuhlo eine von ihm gebaute Posaune. In beider Zusammenarbeit entstand das Kuhlohorn, ein Flügelhorn in ovaler Form und mit Drehventilen. Das Germanische Nationalmuseum in Nürnberg besitzt aus der Werkstatt "Ernst David" insgesamt fünf Blasinstrumente aus der Zeit von etwa 1900 bis 1935. Drei von diesen werden als Kuhlo-Horn bezeichnet.
Ostern 1910 feierte die „Blechblasinstrumenten-Fabrikation und Musikalienhandlung“ Ernst David ihr 25-jähriges Bestehen.
1918 übernahm sein Sohn Albert (1891–1944) die Firma, seine Tochter Anna Crépin war Geschäftsführerin. Zum Herbst 1934 wurde Albert David zum Obermeister der Orgelbau- und Musikinstrumenten-Innung Bielefeld ernannt. Im selben Jahr wurde sein Patent unter der Nummer (D) #629773 angenommen.
1945 erlosch die Firma in Bielefeld. 